# صافرة

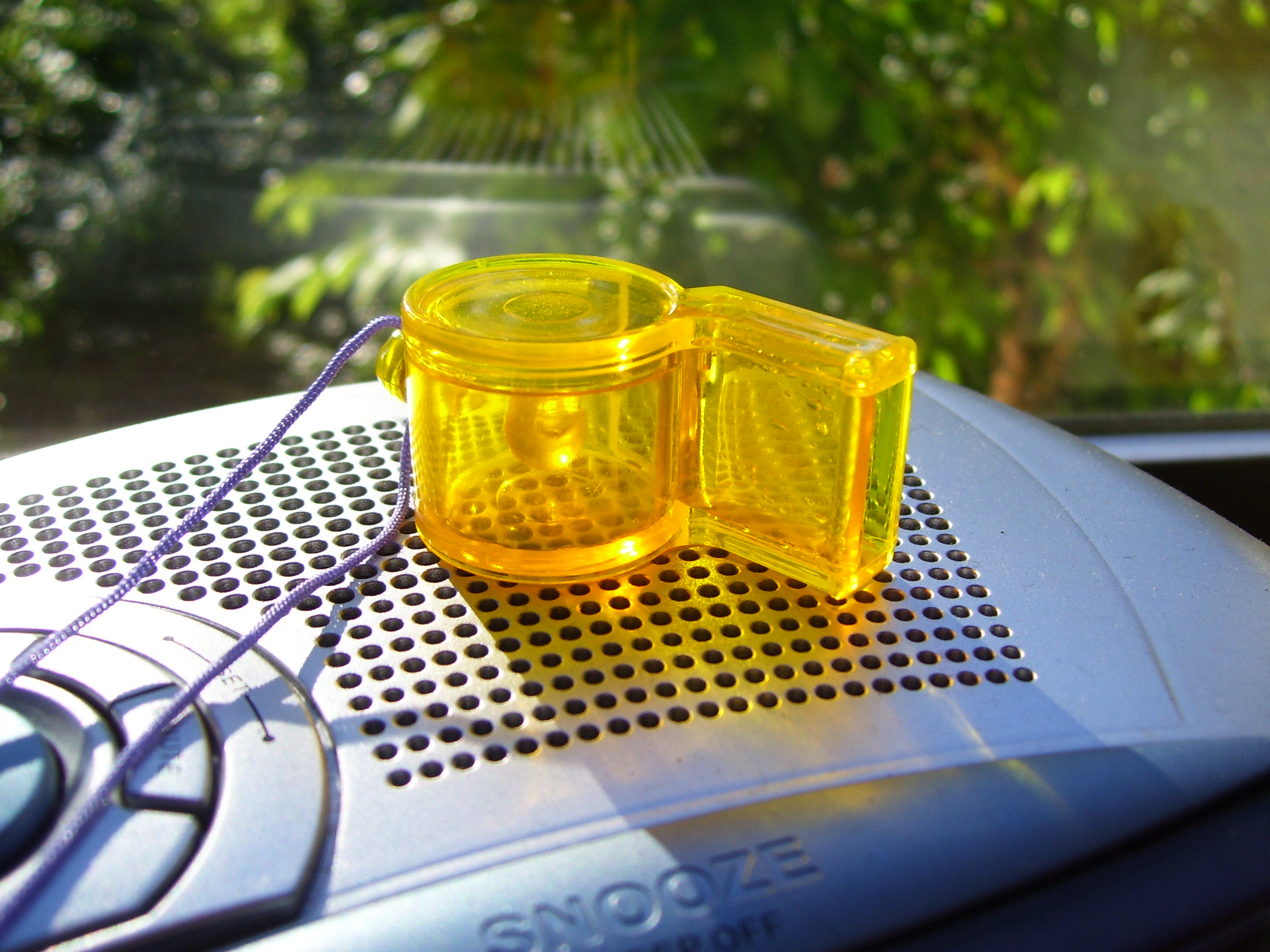
أداة الصافرة.

الصافرة (الجمع: صَفَرَة، صُفَّر) أو الصفَّارة (الجمع: صَفَّارّات، صَفافِير) هي أداة تنبيه أو اتصال يخرج منها صوتٌ عالي نتيجة نفخها بالهواء عن طريق الفم أو مايشابهه من الهواء القسري ليخرج منها الصوت.